# Llista de monuments de la Safor
Llista de monuments de la Safor inscrits en l'Inventari General del Patrimoni Cultural Valencià per la comarca de la Safor.
S'inclouen els monuments declarats com a Béns d'Interés Cultural (BIC), classificats com a béns immobles sota la categoria de monuments (realitzacions arquitectòniques o d'enginyeria, i obres d'escultura colossal), i els monuments declarats com a Béns immobles de rellevància local (BRL). Estan inscrits en l'Inventari General del Patrimoni Cultural Valencià, en les seccions 1a i 2a respectivament.

## Ador
| Monument                                        | Prot.? | Estil/època | Localització                          | Coordenades                                          | Codi?         | Imatge |
| ----------------------------------------------- | ------ | ----------- | ------------------------------------- | ---------------------------------------------------- | ------------- | --- |
| Ermita de Sant Josep                            | BRL    |             | Ador                                  | 38° 55′ 04″ N, 0° 13′ 32″ O / 38.91772°N,0.22547°O   | 46.25.002-005 | Ermita de Sant Josep (Ador) · Vegeu més fotos d'aquest monument · Carregueu una nova foto d'aquest monument                            |
| Església parroquial de la Mare de Déu de Loreto | BRL    |             | Ador Pl. de Sant Francesc de Borja, 1 | 38° 55′ 09″ N, 0° 13′ 28″ O / 38.919167°N,0.224444°O | 46.25.002-004 | Església parroquial de la Mare de Déu de Loreto (Ador) · Vegeu més fotos d'aquest monument · Carregueu una nova foto d'aquest monument |

## Alfauir
| Monument                                        | Prot.?        | Estil/època                                      | Localització                            | Coordenades                                          | Codi?         | Imatge |
| ----------------------------------------------- | ------------- | ------------------------------------------------ | --------------------------------------- | ---------------------------------------------------- | ------------- | --- |
| Monestir de Sant Jeroni de Cotalba              | BIC           | Gòtic - Renaixement S.XV; S.XVI; S.XVII; S.XVIII | Alfauir Tossalet de Cotalba             | 38° 56′ 26″ N, 0° 14′ 48″ O / 38.940479°N,0.246672°O | RI-51-0008213 | Antic Monestir de Sant Jeroni de Cotalba (Alfauir) · Vegeu més fotos d'aquest monument · Carregueu una nova foto d'aquest monument        |
| Torre d'Alfauir                                 | BIC           | S.XVI                                            | Alfauir En el centre de la població     | 38° 55′ 37″ N, 0° 15′ 06″ O / 38.926949°N,0.251627°O | RI-51-0012129 | Torre d'Alfauir · Vegeu més fotos d'aquest monument · Carregueu una nova foto d'aquest monument                                           |
| Castell de Palma                                | BIC           | Arquitectura medieval                            | Alfauir Cim de turó al sud del Monestir | 38° 55′ 44″ N, 0° 14′ 49″ O / 38.928761°N,0.246898°O | RI-51-0010795 | Castell de Palma (Alfauir) · Vegeu més fotos d'aquest monument · Carregueu una nova foto d'aquest monument                                |
| Església Parroquial de la Mare de Déu del Roser | BRL           | S.XX (1930)                                      | Alfauir C. Major                        | 38° 55′ 40″ N, 0° 15′ 07″ O / 38.927906°N,0.251808°O | 46.25.023-003 | Església parroquial de la Mare de Déu del Roser (Alfauir) · Vegeu més fotos d'aquest monument · Carregueu una nova foto d'aquest monument |
| Restes de la Casa Senyorial                     | BRL           |                                                  | Alfauir C. Barranc, 19-25               | 38° 55′ 39″ N, 0° 15′ 05″ O / 38.9275°N,0.2514°O     | 46.25.023-005 | Restes de la Casa Senyorial (Alfauir) · Vegeu més fotos d'aquest monument · Carregueu una nova foto d'aquest monument                     |
| Forn                                            | BRL etnològic |                                                  | Alfauir C. Barranc, 35                  | 38° 55′ 40″ N, 0° 15′ 04″ O / 38.92778°N,0.25121°O   | 46.25.023-006 | Forn (Alfauir) · Vegeu més fotos d'aquest monument · Carregueu una nova foto d'aquest monument                                            |

## Almiserà
| Monument                            | Prot.? | Estil/època           | Localització                                        | Coordenades                                          | Codi?         | Imatge |
| ----------------------------------- | ------ | --------------------- | --------------------------------------------------- | ---------------------------------------------------- | ------------- | --- |
| Castell de Vilella                  | BIC    | Arquitectura medieval | Almiserà Sobre una penya dominant el coll de Llautó | 38° 55′ 47″ N, 0° 18′ 01″ O / 38.929772°N,0.300162°O | RI-51-0010948 | Castell de Vilella (Almiserà) · Modifica el valor a Wikidata · Carregueu una nova foto d'aquest monument                       |
| Església parroquial de la Nativitat | BRL    |                       | Almiserà                                            | 38° 54′ 58″ N, 0° 17′ 04″ O / 38.91611°N,0.28456°O   | 46.25.033-003 | Església parroquial de la Nativitat (Almiserà) · Vegeu més fotos d'aquest monument · Carregueu una nova foto d'aquest monument |

## Almoines
| Monument                          | Prot.? | Estil/època | Localització               | Coordenades                                        | Codi?         | Imatge |
| --------------------------------- | ------ | ----------- | -------------------------- | -------------------------------------------------- | ------------- | --- |
| Alqueria Fortificada El Trinquet  | BIC    |             | Almoines Camí del Trinquet | 38° 56′ 45″ N, 0° 10′ 28″ O / 38.9459°N,0.174383°O | RI-51-0012337 | Alqueria fortificada El Trinquet (Almoines) · Vegeu més fotos d'aquest monument · Carregueu una nova foto d'aquest monument  |
| Església parroquial de Sant Jaume | BRL    |             | Almoines                   | 38° 56′ 37″ N, 0° 10′ 55″ O / 38.9436°N,0.1819°O   | 46.25.034-001 | Església parroquial de Sant Jaume (Almoines) · Vegeu més fotos d'aquest monument · Carregueu una nova foto d'aquest monument |

## L'Alqueria de la Comtessa
| Monument                                    | Prot.? | Estil/època | Localització              | Coordenades                                        | Codi?         | Imatge |
| ------------------------------------------- | ------ | ----------- | ------------------------- | -------------------------------------------------- | ------------- | --- |
| Ermita de Sant Miquel Arcàngel              | BRL    |             | L'Alqueria de la Comtessa | 38° 55′ 53″ N, 0° 09′ 31″ O / 38.93150°N,0.15861°O | 46.25.037-002 | Ermita de Sant Miquel Arcàngel (l'Alqueria de la Comtessa) · Vegeu més fotos d'aquest monument · Carregueu una nova foto d'aquest monument              |
| Església parroquial de Sant Pere i Sant Pau | BRL    |             | L'Alqueria de la Comtessa | 38° 56′ 15″ N, 0° 09′ 15″ O / 38.93744°N,0.15417°O | 46.25.037-003 | Església parroquial de Sant Pere i Sant Pau (l'Alqueria de la Comtessa) · Vegeu més fotos d'aquest monument · Carregueu una nova foto d'aquest monument |

## Barx
| Monument                                    | Prot.? | Estil/època | Localització | Coordenades                                        | Codi?         | Imatge                                                                                         |
| ------------------------------------------- | ------ | ----------- | ------------ | -------------------------------------------------- | ------------- | ---------------------------------------------------------------------------------------------- |
| Ermita de Sant Pere Màrtir                  | BRL    |             | Barx         | 39° 00′ 12″ N, 0° 17′ 04″ O / 39.00347°N,0.28433°O | 46.25.046-001 | Carregueu una nova foto d'aquest monument                                                      |
| Església parroquial de Sant Miquel Arcàngel | BRL    |             | Barx         | 39° 00′ 55″ N, 0° 18′ 09″ O / 39.01528°N,0.30250°O | 46.25.046-004 | Església parroquial de Sant Miquel Arcàngel (Barx) · Carregueu una nova foto d'aquest monument |
| Nevera                                      | BRL    |             | Barx         | 39° 00′ 41″ N, 0° 18′ 18″ O / 39.01152°N,0.30503°O | 46.25.046-005 | Nevera (Barx) · Vegeu més fotos d'aquest monument · Carregueu una nova foto d'aquest monument  |

## Bellreguard
| Monument                                    | Prot.? | Estil/època | Localització | Coordenades                                        | Codi?         | Imatge |
| ------------------------------------------- | ------ | ----------- | ------------ | -------------------------------------------------- | ------------- | --- |
| Ermita de la Verge del Carme                | BRL    |             | Bellreguard  | 38° 57′ 53″ N, 0° 08′ 00″ O / 38.96486°N,0.13333°O | 46.25.048-002 | Carregueu una nova foto d'aquest monument                                                                                                 |
| Església parroquial de Sant Miquel Arcàngel | BRL    |             | Bellreguard  | 38° 56′ 39″ N, 0° 09′ 42″ O / 38.94417°N,0.16153°O | 46.25.048-003 | Església parroquial de Sant Miquel Arcàngel (Bellreguard) · Vegeu més fotos d'aquest monument · Carregueu una nova foto d'aquest monument |

## Beniarjó
| Monument                                  | Prot.? | Estil/època | Localització | Coordenades                                        | Codi?         | Imatge |
| ----------------------------------------- | ------ | ----------- | ------------ | -------------------------------------------------- | ------------- | --- |
| Església parroquial de Sant Joan Baptista | BRL    |             | Beniarjó     | 38° 55′ 56″ N, 0° 11′ 16″ O / 38.93222°N,0.18778°O | 46.25.055-002 | Església parroquial de Sant Joan Baptista (Beniarjó) · Vegeu més fotos d'aquest monument · Carregueu una nova foto d'aquest monument |

## Benifairó de la Valldigna
| Monument                                        | Prot.?        | Estil/època                         | Localització                                                   | Coordenades                                          | Codi?         | Imatge |
| ----------------------------------------------- | ------------- | ----------------------------------- | -------------------------------------------------------------- | ---------------------------------------------------- | ------------- | --- |
| Castell de Marinyén, o Castell de la Reina Mora | BIC           |                                     | Benifairó de la Valldigna A 2,5 km del municipi                | 39° 02′ 53″ N, 0° 16′ 33″ O / 39.047978°N,0.275911°O | RI-51-0010910 | Castell de Marinyén (Benifairó de la Valldigna) · Vegeu més fotos d'aquest monument · Carregueu una nova foto d'aquest monument                          |
| Església parroquial de Sant Joan Evangelista    | BRL           | Barroc S.XVII, S.XVIII, S.XIX, S.XX | Benifairó de la Valldigna Pl. del País Valencià                | 39° 03′ 11″ N, 0° 18′ 11″ O / 39.052971°N,0.302938°O | 46.25.059-002 | Església parroquial de Sant Joan Evangelista (Benifairó de la Valldigna) · Vegeu més fotos d'aquest monument · Carregueu una nova foto d'aquest monument |
| Hospital Romero                                 | BRL           | Neoclassicisme S. XX                | Benifairó de la Valldigna Av. Valldigna                        | 39° 03′ 22″ N, 0° 18′ 17″ O / 39.05611°N,0.30481°O   | 46.25.059-004 | Carregueu una nova foto d'aquest monument |
| Ermita de Sant Roc                              | BRL           | S.XIX                               | Benifairó de la Valldigna C. la Pau - av. de la Valldigna      | 39° 03′ 29″ N, 0° 18′ 18″ O / 39.058083°N,0.305075°O | 46.25.059-005 | Carregueu una nova foto d'aquest monument |
| Casa Pator                                      | BRL           | S.XVIII                             | Benifairó de la Valldigna                                      |                                                      | 46.25.059-006 | Carregueu una nova foto d'aquest monument |
| Casa Plancha                                    | BRL           | S.XX                                | Benifairó de la Valldigna                                      | 39° 03′ 55″ N, 0° 18′ 24″ O / 39.065278°N,0.306767°O | 46.25.059-007 | Carregueu una nova foto d'aquest monument |
| Molí de les Maomes o molí Cabàs                 | BRL etnològic | S.XVIII                             | Benifairó de la Valldigna Camí Vell de la Vall, Sòl de l'Horta | 39° 03′ 25″ N, 0° 17′ 42″ O / 39.057077°N,0.295039°O | 46.25.059-008 | Carregueu una nova foto d'aquest monument |
| Ermita de Sant Miquel i entorn                  | BRL           | S.XVIII                             | Benifairó de la Valldigna Ctra. CV-602                         | 39° 03′ 42″ N, 0° 18′ 26″ O / 39.06178°N,0.30733°O   | 46.25.059-009 | Carregueu una nova foto d'aquest monument |

## Beniflà
| Monument                          | Prot.? | Estil/època | Localització | Coordenades                                       | Codi?         | Imatge |
| --------------------------------- | ------ | ----------- | ------------ | ------------------------------------------------- | ------------- | --- |
| Església parroquial de Sant Jaume | BRL    |             | Beniflà      | 38° 55′ 43″ N, 0° 11′ 21″ O / 38.9285°N,0.18922°O | 46.25.061-001 | Església parroquial de Sant Jaume (Beniflà) · Vegeu més fotos d'aquest monument · Carregueu una nova foto d'aquest monument |

## Benirredrà
| Monument                                   | Prot.? | Estil/època                   | Localització             | Coordenades                                          | Codi?         | Imatge |
| ------------------------------------------ | ------ | ----------------------------- | ------------------------ | ---------------------------------------------------- | ------------- | --- |
| Convent de les Esclaves                    | BRL    | Eclecticisme S.XX (1908-1909) | Benirredrà C. Convent, 2 | 38° 57′ 43″ N, 0° 11′ 25″ O / 38.961911°N,0.190195°O | 46.25.066-001 | Convent de les Esclaves (Benirredrà) · Vegeu més fotos d'aquest monument · Carregueu una nova foto d'aquest monument                    |
| Església parroquial de Sant Llorenç Màrtir | BRL    |                               | Benirredrà               | 38° 57′ 42″ N, 0° 11′ 32″ O / 38.961756°N,0.192238°O | 46.25.066-002 | Església parroquial de Sant Llorenç Màrtir (Benirredrà) · Vegeu més fotos d'aquest monument · Carregueu una nova foto d'aquest monument |

## Castellonet de la Conquesta
| Monument                          | Prot.? | Estil/època | Localització                | Coordenades                                         | Codi?         | Imatge |
| --------------------------------- | ------ | ----------- | --------------------------- | --------------------------------------------------- | ------------- | --- |
| Arc de les restes del castell     | BIC    |             | Castellonet de la Conquesta | 38° 54′ 56″ N, 0° 15′ 47″ O / 38.91548°N,0.263122°O | 46.25.091-002 | Arc de les restes del castell (Castellonet de la Conquesta) · Vegeu més fotos d'aquest monument · Carregueu una nova foto d'aquest monument     |
| Església parroquial de Sant Jaume | BRL    |             | Castellonet de la Conquesta | 38° 54′ 54″ N, 0° 15′ 48″ O / 38.91489°N,0.26326°O  | 46.25.091-004 | Església parroquial de Sant Jaume (Castellonet de la Conquesta) · Vegeu més fotos d'aquest monument · Carregueu una nova foto d'aquest monument |

## Daimús
| Monument                             | Prot.? | Estil/època | Localització | Coordenades                                        | Codi?         | Imatge |
| ------------------------------------ | ------ | ----------- | ------------ | -------------------------------------------------- | ------------- | --- |
| Església de la Mare de Déu de Fàtima | BRL    |             | Daimús       | 38° 58′ 29″ N, 0° 08′ 39″ O / 38.97461°N,0.14425°O | 46.25.113-002 | Carregueu una nova foto d'aquest monument                                                                                 |
| Església parroquial de Sant Pere     | BRL    |             | Daimús       | 38° 58′ 09″ N, 0° 09′ 10″ O / 38.96906°N,0.15286°O | 46.25.113-001 | Església parroquial de Sant Pere (Daimús) · Vegeu més fotos d'aquest monument · Carregueu una nova foto d'aquest monument |

## La Font d'en Carròs
| Monument                                  | Prot.? | Estil/època           | Localització                                    | Coordenades                                          | Codi?         | Imatge |
| ----------------------------------------- | ------ | --------------------- | ----------------------------------------------- | ---------------------------------------------------- | ------------- | --- |
| Castell del Rebollet                      | BIC    | Arquitectura medieval | La Font d'en Carròs Al sud-est del nucli urbà   | 38° 55′ 06″ N, 0° 09′ 10″ O / 38.918333°N,0.152778°O | RI-51-0010791 | Castell del Rebollet (la Font d'en Carròs) · Vegeu més fotos d'aquest monument · Carregueu una nova foto d'aquest monument                      |
| Recinte emmurallat El Rafalí              | BIC    | S.XI, S.XII, S.XIII   | La Font d'en Carròs Al sud-est del nucli urbà   | 38° 55′ 00″ N, 0° 10′ 02″ O / 38.9167°N,0.1672°O     | RI-51-0012249 | Carregueu una nova foto d'aquest monument |
| Ermita de Sant Antoni Abat                | BRL    |                       | La Font d'en Carròs                             | 38° 54′ 56″ N, 0° 10′ 14″ O / 38.91556°N,0.17056°O   | 46.25.127-005 | Ermita de Sant Antoni Abat (la Font d'en Carròs) · Vegeu més fotos d'aquest monument · Carregueu una nova foto d'aquest monument                |
| Església parroquial de Sant Antoni Màrtir | BRL    |                       | La Font d'en Carròs Pujada Crist de l'Empar, 14 | 38° 55′ 00″ N, 0° 10′ 06″ O / 38.916761°N,0.168370°O | 46.25.127-004 | Església parroquial de Sant Antoni Màrtir (la Font d'en Carròs) · Vegeu més fotos d'aquest monument · Carregueu una nova foto d'aquest monument |

## Gandia
| Monument                                                                   | Prot.? | Estil/època                                                      | Localització                         | Coordenades                                          | Codi?         | Imatge |
| -------------------------------------------------------------------------- | ------ | ---------------------------------------------------------------- | ------------------------------------ | ---------------------------------------------------- | ------------- | --- |
| Alqueria del Duc i llacunes circumdants                                    | BIC    |                                                                  | Gandia Partida Font de Montaner      | 38° 59′ 25″ N, 0° 10′ 36″ O / 38.990358°N,0.176547°O | RI-51-0010748 | Alqueria del Duc i llacunes circumdants (Gandia) · Vegeu més fotos d'aquest monument · Carregueu una nova foto d'aquest monument                                    |
| Alqueria fortificada Torre dels Pares, o torrassa alqueria dels Pares      | BIC    |                                                                  | Gandia Junt a la ctra. Gandia-Daimús | 38° 57′ 34″ N, 0° 09′ 28″ O / 38.959454°N,0.157669°O | 46.25.131-050 | Alqueria fortificada Torre dels Pares (Gandia) · Vegeu més fotos d'aquest monument · Carregueu una nova foto d'aquest monument                                      |
| Castell de Bairén                                                          | BIC    | Arquitectura Islàmica - Arquitectura medieval S.X; S.XI; S, XIII | Gandia Al nord del municipi          | 38° 59′ 44″ N, 0° 11′ 09″ O / 38.9956°N,0.1858°O     | RI-51-0010627 | Castell de Bairén (Gandia) · Vegeu més fotos d'aquest monument · Carregueu una nova foto d'aquest monument                                                          |
| Col·legiata de Santa Maria                                                 | BIC    | Gòtic S.XIV - S.XV - S.XVI                                       | Gandia Pl. Constitució, 1            | 38° 58′ 01″ N, 0° 10′ 49″ O / 38.967047°N,0.180217°O | RI-51-0000974 | Col·legiata de Santa Maria (Gandia) · Vegeu més fotos d'aquest monument · Carregueu una nova foto d'aquest monument                                                 |
| Escoles Pies Antiga Universitat                                            | BIC    | S. XIV; S. XV; S. XVII                                           | Gandia Pl. Escoles Pies              | 38° 58′ 09″ N, 0° 10′ 50″ O / 38.969078°N,0.180642°O | RI-51-0005015 | Escoles Pies Antiga Universitat (Gandia) · Vegeu més fotos d'aquest monument · Carregueu una nova foto d'aquest monument                                            |
| Escut dels ducs de Gandia Carles de Borja i Magdalena Centelles del s. XVI | BIC    | S.XIII; S.XVI                                                    | Gandia Pl. Sant Roc, 4               | 38° 57′ 57″ N, 0° 10′ 49″ O / 38.965916°N,0.180189°O | 46.25.131-062 | Escut dels ducs de Gandia Carles de Borja i Magdalena Centelles del s. XVI (Gandia) · Vegeu més fotos d'aquest monument · Carregueu una nova foto d'aquest monument |
| Escut dels ducs de Gandia Carles de Borja i Magdalena Centelles del s. XIX | BIC    | S.XVI; S.XVIII; S.XIX                                            | Gandia Pl. Sant Roc, 4               | 38° 57′ 57″ N, 0° 10′ 48″ O / 38.965906°N,0.180073°O | 46.25.131-063 | Escut dels ducs de Gandia Carles de Borja i Magdalena Centelles del s. XIX (Gandia) · Vegeu més fotos d'aquest monument · Carregueu una nova foto d'aquest monument |
| El Morabet                                                                 | BIC    |                                                                  | Gandia Pla de la Marxuquera          | 38° 57′ 19″ N, 0° 13′ 36″ O / 38.95536°N,0.226739°O  | RI-51-0004719 | El Morabet (Gandia) · Vegeu més fotos d'aquest monument · Carregueu una nova foto d'aquest monument                                                                 |
| Muralles                                                                   | BIC    | Arquitectura medieval                                            | Gandia C. Sant Rafael                | 38° 58′ 10″ N, 0° 10′ 59″ O / 38.969529°N,0.183072°O | RI-51-0010759 | Muralles (Gandia) · Vegeu més fotos d'aquest monument · Carregueu una nova foto d'aquest monument                                                                   |
| Palau dels Ducs de Gandia                                                  | BIC    | Gòtic - Barroc                                                   | Gandia C. Sant Duc, 1                | 38° 57′ 57″ N, 0° 10′ 48″ O / 38.96586°N,0.179963°O  | RI-51-0001627 | Palau dels Ducs de Gandia (Gandia) · Vegeu més fotos d'aquest monument · Carregueu una nova foto d'aquest monument                                                  |
| Convent de Sant Roc, o Biblioteca Central i Arxiu Històric                 | BRL    | S.XVI                                                            | Gandia Pl. Rei en Jaume, 1           | 38° 57′ 59″ N, 0° 10′ 55″ O / 38.966507°N,0.181832°O | 46.25.131-010 | Convent de Sant Roc (Gandia) · Vegeu més fotos d'aquest monument · Carregueu una nova foto d'aquest monument                                                        |
| Ermita de Santa Anna                                                       | BRL    |                                                                  | Gandia                               | 38° 58′ 37″ N, 0° 11′ 14″ O / 38.97694°N,0.18722°O   | 46.25.131-047 | Ermita de Santa Anna (Gandia) · Modifica el valor a Wikidata · Carregueu una nova foto d'aquest monument                                                            |
| Església de Sant Marc                                                      | BRL    |                                                                  | Gandia                               | 38° 58′ 01″ N, 0° 10′ 41″ O / 38.96681°N,0.17806°O   | 46.25.131-051 | Carregueu una nova foto d'aquest monument |
| Església de Santa Maria Magdalena                                          | BRL    |                                                                  | Gandia                               | 38° 58′ 15″ N, 0° 11′ 32″ O / 38.97071°N,0.19222°O   | 46.25.131-054 | Carregueu una nova foto d'aquest monument |
| Església parroquial de la Mare de Déu de Mondúber                          | BRL    |                                                                  | Gandia                               | 38° 58′ 09″ N, 0° 11′ 08″ O / 38.96917°N,0.18567°O   | 46.25.131-015 | Carregueu una nova foto d'aquest monument |
| Església parroquial de Sant Cristòfol Màrtir                               | BRL    |                                                                  | Gandia Benipeixcar                   | 38° 57′ 43″ N, 0° 11′ 14″ O / 38.961868°N,0.187246°O | 46.25.131-056 | Església parroquial de Sant Cristòfol Màrtir (Gandia) · Vegeu més fotos d'aquest monument · Carregueu una nova foto d'aquest monument                               |
| Església parroquial de Sant Josep                                          | BRL    |                                                                  | Gandia                               | 38° 57′ 49″ N, 0° 10′ 52″ O / 38.963737°N,0.181176°O | 46.25.131-011 | Església parroquial de Sant Josep (Gandia) · Vegeu més fotos d'aquest monument · Carregueu una nova foto d'aquest monument                                          |
| Monestir de Santa Clara o convent                                          | BRL    | S.XV                                                             | Gandia Pl. María Enriquez, 6         | 38° 58′ 03″ N, 0° 10′ 41″ O / 38.967481°N,0.178061°O | 46.25.131-022 | Monestir de Santa Clara (Gandia) · Vegeu més fotos d'aquest monument · Carregueu una nova foto d'aquest monument                                                    |

## Guardamar de la Safor
| Monument                                            | Prot.? | Estil/època | Localització          | Coordenades                                          | Codi?         | Imatge |
| --------------------------------------------------- | ------ | ----------- | --------------------- | ---------------------------------------------------- | ------------- | --- |
| Casa Gran o dels Tamarit                            | BRL    |             | Guardamar de la Safor | 38° 57′ 44″ N, 0° 08′ 56″ O / 38.962139°N,0.149020°O | 46.25.140-002 | Casa Gran (Guardamar de la Safor) · Vegeu més fotos d'aquest monument · Carregueu una nova foto d'aquest monument                                 |
| Església parroquial de Sant Joan Baptista, o ermita | BRL    |             | Guardamar de la Safor | 38° 57′ 42″ N, 0° 08′ 58″ O / 38.961771°N,0.149307°O | 46.25.140-001 | Església parroquial de Sant Joan Baptista (Guardamar de la Safor) · Vegeu més fotos d'aquest monument · Carregueu una nova foto d'aquest monument |

## Miramar
| Monument                           | Prot.? | Estil/època | Localització | Coordenades                                        | Codi?         | Imatge |
| ---------------------------------- | ------ | ----------- | ------------ | -------------------------------------------------- | ------------- | --- |
| Església parroquial de Sant Andreu | BRL    |             | Miramar      | 38° 57′ 04″ N, 0° 08′ 22″ O / 38.95100°N,0.13931°O | 46.25.168-001 | Església parroquial de Sant Andreu (Miramar) · Vegeu més fotos d'aquest monument · Carregueu una nova foto d'aquest monument |

## Oliva
| Monument                                | Prot.? | Estil/època                       | Localització                                                              | Coordenades                                          | Codi?         | Imatge |
| --------------------------------------- | ------ | --------------------------------- | ------------------------------------------------------------------------- | ---------------------------------------------------- | ------------- | --- |
| Palau dels Comtes d'Oliva               | BIC    | Gòtic - Renaixement S.XVI (1577)  | Oliva Carrers del Duc d'Osuna, del Palau i de Vicent Albert (desaparegut) | 38° 55′ 12″ N, 0° 07′ 17″ O / 38.919908°N,0.121511°O | RI-51-0000181 | Palau dels Comtes d'Oliva (Oliva) · Vegeu més fotos d'aquest monument · Carregueu una nova foto d'aquest monument                                        |
| Castell del Castellar                   | BIC    | Arquitectura Islàmica             | Oliva Serra Mustalla                                                      | 38° 52′ 46″ N, 0° 06′ 09″ O / 38.879331°N,0.102531°O | RI-51-0010928 | Castell del Castellar (Oliva) · Vegeu més fotos d'aquest monument · Carregueu una nova foto d'aquest monument                                            |
| Castell de Santa Anna                   | BIC    | Arquitectura medieval S.XV; S.XVI | Oliva Turó proper al municipi                                             | 38° 55′ 01″ N, 0° 07′ 16″ O / 38.916912°N,0.120976°O | RI-51-0010909 | Castell de Santa Anna (Oliva) · Vegeu més fotos d'aquest monument · Carregueu una nova foto d'aquest monument                                            |
| Torre d'Oliva                           | BIC    |                                   | Oliva                                                                     | 38° 55′ 12″ N, 0° 07′ 21″ O / 38.919887°N,0.122568°O | 46.25.181-032 | Torre d'Oliva · Vegeu més fotos d'aquest monument · Carregueu una nova foto d'aquest monument                                                            |
| Ermita de Sant Antoni i Sant Pere       | BRL    |                                   | Oliva C. Ermita                                                           | 38° 54′ 40″ N, 0° 07′ 23″ O / 38.91111°N,0.12306°O   | 46.25.181-023 | Ermita de Sant Antoni i Sant Pere (Oliva) · Modifica el valor a Wikidata · Vegeu més fotos d'aquest monument · Carregueu una nova foto d'aquest monument |
| Ermita dels Sants Antonis               | BRL    |                                   | Oliva                                                                     | 38° 55′ 14″ N, 0° 07′ 33″ O / 38.92061°N,0.12586°O   | 46.25.181-029 | Ermita dels Sants Antonis (Oliva) · Vegeu més fotos d'aquest monument · Carregueu una nova foto d'aquest monument                                        |
| Ermita de Sant Vicent Ferrer            | BRL    |                                   | Oliva C. Sant Vicent                                                      | 38° 55′ 18″ N, 0° 07′ 33″ O / 38.921671°N,0.125702°O | 46.25.181-027 | Ermita de Sant Vicent Ferrer (Oliva) · Vegeu més fotos d'aquest monument · Carregueu una nova foto d'aquest monument                                     |
| Església de la Mare de Déu del Rebollet | BRL    |                                   | Oliva                                                                     | 38° 55′ 17″ N, 0° 07′ 11″ O / 38.921361°N,0.119706°O | 46.25.181-021 | Església de la Mare de Déu del Rebollet (Oliva) · Vegeu més fotos d'aquest monument · Carregueu una nova foto d'aquest monument                          |
| Església parroquial de l'Assumpció      | BRL    | Renaixement S.XVIII               | Oliva Pl. de España                                                       | 38° 55′ 14″ N, 0° 07′ 15″ O / 38.920500°N,0.120931°O | 46.25.181-006 | Església parroquial de l'Assumpció (Oliva) · Vegeu més fotos d'aquest monument · Carregueu una nova foto d'aquest monument                               |
| Església parroquial de Sant Roc         | BRL    |                                   | Oliva                                                                     | 38° 55′ 10″ N, 0° 07′ 22″ O / 38.919504°N,0.122915°O | 46.25.181-019 | Església parroquial de Sant Roc (Oliva) · Vegeu més fotos d'aquest monument · Carregueu una nova foto d'aquest monument                                  |

## Palma de Gandia
| Monument                                    | Prot.? | Estil/època | Localització    | Coordenades                                        | Codi?         | Imatge |
| ------------------------------------------- | ------ | ----------- | --------------- | -------------------------------------------------- | ------------- | --- |
| Església parroquial de Sant Miquel Arcàngel | BRL    |             | Palma de Gandia | 38° 55′ 27″ N, 0° 13′ 24″ O / 38.92429°N,0.22325°O | 46.25.187-002 | Església parroquial de Sant Miquel Arcàngel (Palma de Gandia) · Vegeu més fotos d'aquest monument · Carregueu una nova foto d'aquest monument |

## Palmera
| Monument                                      | Prot.? | Estil/època | Localització | Coordenades                                        | Codi?         | Imatge |
| --------------------------------------------- | ------ | ----------- | ------------ | -------------------------------------------------- | ------------- | --- |
| Església parroquial de la Puríssima Concepció | BRL    |             | Palmera      | 38° 56′ 30″ N, 0° 09′ 08″ O / 38.94175°N,0.15231°O | 46.25.188-001 | Església parroquial de la Puríssima Concepció (Palmera) · Vegeu més fotos d'aquest monument · Carregueu una nova foto d'aquest monument |

## Piles
| Monument                             | Prot.? | Estil/època                  | Localització           | Coordenades                                          | Codi?         | Imatge |
| ------------------------------------ | ------ | ---------------------------- | ---------------------- | ---------------------------------------------------- | ------------- | --- |
| Torre vigia                          | BIC    | Renaixement S.XIV al S.XVIII | Piles Junt a la platja | 38° 57′ 10″ N, 0° 07′ 20″ O / 38.952662°N,0.122129°O | RI-51-0010911 | Torre vigia (Piles) · Vegeu més fotos d'aquest monument · Carregueu una nova foto d'aquest monument                          |
| Església parroquial de Santa Bàrbara | BRL    |                              | Piles                  | 38° 56′ 29″ N, 0° 07′ 52″ O / 38.94139°N,0.13111°O   | 46.25.195-002 | Església parroquial de Santa Bàrbara (Piles) · Vegeu més fotos d'aquest monument · Carregueu una nova foto d'aquest monument |

## Potries
| Monument                               | Prot.? | Estil/època | Localització | Coordenades                                        | Codi?         | Imatge |
| -------------------------------------- | ------ | ----------- | ------------ | -------------------------------------------------- | ------------- | --- |
| Ermita del Crist de l'Agonia           | BRL    |             | Potries      | 38° 54′ 45″ N, 0° 11′ 32″ O / 38.91250°N,0.19223°O | 46.25.198-002 | Ermita del Crist de l'Agonia (Potries) · Vegeu més fotos d'aquest monument · Carregueu una nova foto d'aquest monument           |
| Església parroquial de los Sants Joans | BRL    |             | Potries      | 38° 54′ 56″ N, 0° 11′ 41″ O / 38.91556°N,0.19461°O | 46.25.198-003 | Església parroquial de los Sants Joans (Potries) · Vegeu més fotos d'aquest monument · Carregueu una nova foto d'aquest monument |

## Rafelcofer
| Monument                                                          | Prot.? | Estil/època      | Localització | Coordenades                                        | Codi?         | Imatge |
| ----------------------------------------------------------------- | ------ | ---------------- | ------------ | -------------------------------------------------- | ------------- | --- |
| Església parroquial de Sant Antoni de Pàdua i Sant Diego d'Alcalà | BRL    | Neoclàssic s.XIX | Rafelcofer   | 38° 56′ 00″ N, 0° 10′ 01″ O / 38.93333°N,0.16694°O | 46.25.208-003 | Església parroquial de Sant Antoni de Pàdua i Sant Diego d'Alcalà (Rafelcofer) · Vegeu més fotos d'aquest monument · Carregueu una nova foto d'aquest monument |

## El Real de Gandia
| Monument                                           | Prot.? | Estil/època | Localització      | Coordenades                                        | Codi?         | Imatge |
| -------------------------------------------------- | ------ | ----------- | ----------------- | -------------------------------------------------- | ------------- | --- |
| Església parroquial de la Visitació de Santa Maria | BRL    |             | El Real de Gandia | 38° 56′ 52″ N, 0° 11′ 22″ O / 38.94778°N,0.18944°O | 46.25.211-002 | Església parroquial de la Visitació de Santa Maria (el Real de Gandia) · Vegeu més fotos d'aquest monument · Carregueu una nova foto d'aquest monument |

## Ròtova
| Monument                            | Prot.? | Estil/època           | Localització           | Coordenades                                          | Codi?                     | Imatge |
| ----------------------------------- | ------ | --------------------- | ---------------------- | ---------------------------------------------------- | ------------------------- | --- |
| Castell de Borró                    | BIC    | Arquitectura Islàmica | Ròtova Penya del Borró | 38° 56′ 26″ N, 0° 16′ 31″ O / 38.940628°N,0.275373°O | RI-51-0010922             | Castell de Borró (Ròtova) · Vegeu més fotos d'aquest monument · Carregueu una nova foto d'aquest monument                     |
| Aqüeducte de Sant Jeroni de Cotalba | BIC    |                       | Ròtova                 | 38° 55′ 49″ N, 0° 16′ 17″ O / 38.930278°N,0.271389°O | RI-51-0008213             | Aqüeducte de Sant Jeroni de Cotalba · Vegeu més fotos d'aquest monument · Carregueu una nova foto d'aquest monument           |
| Cova del Barranc Blanc              |        |                       | Ròtova                 | 38° 56′ 06″ N, 0° 16′ 03″ O / 38.935000°N,0.267500°O | info                      | Cova del Barranc Blanc · Carregueu una nova foto d'aquest monument                                                            |
| Cova de les Rates Penades (Ròtova)  |        |                       | Ròtova                 | 38° 55′ 58″ N, 0° 16′ 28″ O / 38.932694°N,0.274389°O | Dades centrals a Wikidata | Cova de les Rates Penades · Carregueu una nova foto d'aquest monument                                                         |
| Església de Sant Bartomeu de Ròtova | BRL    |                       | Ròtova                 | 38° 55′ 58″ N, 0° 15′ 22″ O / 38.932817°N,0.256122°O | 46.25.218-003             | Església parroquial de Sant Bartomeu (Ròtova) · Vegeu més fotos d'aquest monument · Carregueu una nova foto d'aquest monument |
| Palau dels Comtes de Ròtova         | BRL    | Segle XIV             | Ròtova                 | 38° 55′ 58″ N, 0° 15′ 22″ O / 38.932817°N,0.256122°O | 46.218-9999-000003        | Vegeu més fotos d'aquest monument · Carregueu una nova foto d'aquest monument                                                 |
| Penya Roja (Ròtova)                 | BIC    |                       | Ròtova                 | 38° 55′ 55″ N, 0° 16′ 06″ O / 38.931944°N,0.268333°O | Dades centrals a Wikidata | La Penya Roja · Carregueu una nova foto d'aquest monument                                                                     |

## Simat de la Valldigna
| Monument                                    | Prot.? | Estil/època          | Localització                                 | Coordenades                                          | Codi?         | Imatge |
| ------------------------------------------- | ------ | -------------------- | -------------------------------------------- | ---------------------------------------------------- | ------------- | --- |
| Monestir de Santa Maria                     | BIC    | Gòtic - Barroc S.XVI | Simat de la Valldigna A l'est de la població | 39° 02′ 34″ N, 0° 18′ 20″ O / 39.042914°N,0.305685°O | RI-51-0003848 | Monestir de Santa Maria (Simat de la Valldigna) · Vegeu més fotos d'aquest monument · Carregueu una nova foto d'aquest monument                |
| Ermita de la Verge de Gràcia                | BRL    |                      | Simat de la Valldigna                        | 39° 02′ 32″ N, 0° 18′ 23″ O / 39.04231°N,0.30646°O   | 46.25.231-006 | Ermita de la Verge de Gràcia (Simat de la Valldigna) · Vegeu més fotos d'aquest monument · Carregueu una nova foto d'aquest monument           |
| Església parroquial de Sant Miquel Arcàngel | BRL    |                      | Simat de la Valldigna                        | 39° 02′ 37″ N, 0° 18′ 43″ O / 39.04369°N,0.31186°O   | 46.25.231-005 | Església parroquial de Sant Miquel Arcàngel (Simat de la Valldigna) · Modifica el valor a Wikidata · Carregueu una nova foto d'aquest monument |
| Mesquita de la Xara, o Ermita de Santa Anna | BRL    |                      | Simat de la Valldigna                        | 39° 02′ 31″ N, 0° 17′ 59″ O / 39.042059°N,0.299588°O | 46.25.231-002 | Mesquita de la Xara (Simat de la Valldigna) · Vegeu més fotos d'aquest monument · Carregueu una nova foto d'aquest monument                    |

## Tavernes de la Valldigna
| Monument                                    | Prot.? | Estil/època                                                 | Localització                                                   | Coordenades                                          | Codi?         | Imatge |
| ------------------------------------------- | ------ | ----------------------------------------------------------- | -------------------------------------------------------------- | ---------------------------------------------------- | ------------- | --- |
| Torre de la Vall                            | BIC    | Renaixement                                                 | Tavernes de la Valldigna Propera a la platja                   | 39° 05′ 10″ N, 0° 13′ 04″ O / 39.086117°N,0.217855°O | RI-51-0010817 | Torre de la Vall (Tavernes de la Valldigna) · Vegeu més fotos d'aquest monument · Carregueu una nova foto d'aquest monument                 |
| Castell de Tavernes o d'Alcalà d'Alfàndec   | BIC    | Arquitectura islàmica - Arquitectura medieval               | Tavernes de la Valldigna Al Massís de les Tres Creus           | 39° 04′ 46″ N, 0° 16′ 06″ O / 39.079320°N,0.268436°O | RI-51-0010914 | Castell de Tavernes (Tavernes de la Valldigna) · Vegeu més fotos d'aquest monument · Carregueu una nova foto d'aquest monument              |
| Escuts del Molló                            | BIC    | S.XVI                                                       | Tavernes de la Valldigna Límit del terme municipal amb Cullera | 39° 06′ 12″ N, 0° 14′ 07″ O / 39.103353°N,0.235319°O | 46.25.238-009 | Carregueu una nova foto d'aquest monument                                                                                                   |
| Antic Hospital de Sant Roc                  | BRL    | S.XIX (1850)                                                | Tavernes de la Valldigna                                       | 39° 04′ 12″ N, 0° 16′ 10″ O / 39.07008°N,0.26933°O   | 46.25.238-005 | Carregueu una nova foto d'aquest monument                                                                                                   |
| Casa Consistorial                           | BRL    | S.XIX (1877)                                                | Tavernes de la Valldigna Pl. Major                             | 39° 04′ 18″ N, 0° 16′ 04″ O / 39.071659°N,0.267706°O | 46.25.238-003 | Casa Consistorial (Tavernes de la Valldigna) · Vegeu més fotos d'aquest monument · Carregueu una nova foto d'aquest monument                |
| Ermita del Crist del Calvari                | BRL    | Eclecticisme, historicista, neobarroc o estil francés S.XIX | Tavernes de la Valldigna C. del Mur - c. Sant Jaume            | 39° 04′ 30″ N, 0° 16′ 09″ O / 39.075137°N,0.26911°O  | 46.25.238-001 | Ermita del Crist del Calvari (Tavernes de la Valldigna) · Vegeu més fotos d'aquest monument · Carregueu una nova foto d'aquest monument     |
| Església parroquial de Sant Josep, o Ermita | BRL    |                                                             | Tavernes de la Valldigna C. Sant Josep, 56                     | 39° 04′ 15″ N, 0° 16′ 18″ O / 39.07083°N,0.27158°O   | 46.25.238-007 | Carregueu una nova foto d'aquest monument                                                                                                   |
| Església parroquial de Sant Pere            | BRL    |                                                             | Tavernes de la Valldigna Pl. de l'Església, 22                 | 39° 04′ 22″ N, 0° 16′ 02″ O / 39.072683°N,0.267207°O | 46.25.238-006 | Església parroquial de Sant Pere (Tavernes de la Valldigna) · Vegeu més fotos d'aquest monument · Carregueu una nova foto d'aquest monument |

## Vilallonga
| Monument                                                 | Prot.? | Estil/època                      | Localització                                               | Coordenades                                          | Codi?         | Imatge |
| -------------------------------------------------------- | ------ | -------------------------------- | ---------------------------------------------------------- | ---------------------------------------------------- | ------------- | --- |
| Castell                                                  | BIC    | Arquitectura islàmica - medieval | Vilallonga Serra de les Fontanelles, a 1,5 km del municipi | 38° 53′ 11″ N, 0° 11′ 09″ O / 38.886453°N,0.185918°O | RI-51-0010913 | Carregueu una nova foto d'aquest monument |
| Capella de la Mare de Déu de la Font                     | BRL    | S.XVIII (1748); S.XX             | Vilallonga Pl. de la Font                                  | 38° 53′ 03″ N, 0° 12′ 28″ O / 38.884056°N,0.207897°O | 46.25.255-003 | Capella de la Mare de Déu de la Font (Vilallonga) · Vegeu més fotos d'aquest monument · Carregueu una nova foto d'aquest monument                     |
| Ermita de Sant Antoni Abat i Santa Bàrbara, i Via Crucis | BRL    |                                  | Vilallonga                                                 | 38° 52′ 58″ N, 0° 12′ 24″ O / 38.88278°N,0.20661°O   | 46.25.255-004 | Ermita de Sant Antoni Abat i Santa Bàrbara, y Via Crucis (Vilallonga) · Vegeu més fotos d'aquest monument · Carregueu una nova foto d'aquest monument |
| Església parroquial dels Sants Reis                      | BRL    |                                  | Vilallonga                                                 | 38° 53′ 04″ N, 0° 12′ 33″ O / 38.88431°N,0.20917°O   | 46.25.255-002 | Església parroquial dels Sants Reis (Vilallonga) · Vegeu més fotos d'aquest monument · Carregueu una nova foto d'aquest monument                      |

## Xeraco
| Monument                                              | Prot.? | Estil/època | Localització            | Coordenades                                          | Codi?         | Imatge |
| ----------------------------------------------------- | ------ | ----------- | ----------------------- | ---------------------------------------------------- | ------------- | --- |
| Torre de guaita                                       | BIC    | Renaixement | Xeraco Junt al riu Vaca | 39° 02′ 40″ N, 0° 12′ 10″ O / 39.044472°N,0.202885°O | RI-51-0010818 | Torre de guaita (Xeraco) · Vegeu més fotos d'aquest monument · Carregueu una nova foto d'aquest monument                                       |
| Ermita del Crist de l'Agonia                          | BRL    |             | Xeraco                  | 39° 01′ 54″ N, 0° 13′ 00″ O / 39.03175°N,0.21667°O   | 46.25.143-003 | Carregueu una nova foto d'aquest monument |
| Església parroquial de la Mare de Déu de l'Encarnació | BRL    |             | Xeraco                  | 39° 01′ 59″ N, 0° 12′ 55″ O / 39.033095°N,0.215387°O | 46.25.143-002 | Església parroquial de la Mare de Déu de l'Encarnació (Xeraco) · Vegeu més fotos d'aquest monument · Carregueu una nova foto d'aquest monument |

## Xeresa
| Monument                                    | Prot.? | Estil/època | Localització | Coordenades                                        | Codi?         | Imatge |
| ------------------------------------------- | ------ | ----------- | ------------ | -------------------------------------------------- | ------------- | --- |
| Ermita de la Santíssima Trinitat            | BRL    |             | Xeresa       | 39° 00′ 32″ N, 0° 13′ 14″ O / 39.00896°N,0.22069°O | 46.25.146-003 | Carregueu una nova foto d'aquest monument                                                                                            |
| Església parroquial de Sant Antoni de Pàdua | BRL    |             | Xeresa       | 39° 00′ 36″ N, 0° 13′ 06″ O / 39.00994°N,0.21828°O | 46.25.146-001 | Església parroquial de Sant Antoni de Pàdua (Xeresa) · Vegeu més fotos d'aquest monument · Carregueu una nova foto d'aquest monument |